# Steve Sisolak
Stephen F. (Steve) Sisolak (Milwaukee, 26 december 1953) is een Amerikaanse politicus van de Democratische Partij. Tussen 2019 en 2023 was hij de gouverneur van de Amerikaanse staat Nevada.

## Biografie
Steve Sisolak is oorspronkelijk afkomstig uit de staat Wisconsin: hij werd geboren in Milwaukee en groeide op in de nabijgelegen plaats Wauwatosa. Zijn familie is van Tsjechische afkomst.
Na de middelbare school ging Sisolak bedrijfskunde studeren aan de Universiteit van Wisconsin in zijn geboortestad. Hij behaalde er zijn bachelor in 1974 en trok vervolgens naar Las Vegas, waar hij verder studeerde aan de Universiteit van Nevada. In 1978 sloot hij zijn studie af met een MBA.
Als ondernemer was Sisolak jarenlang actief in het bedrijfsleven, onder meer van een firma in promotieartikelen en relatiegeschenken. Van januari 1999 tot en met december 2008 had hij zitting in de Board of Regents van Nevada, een onafhankelijk bestuursorgaan dat toezicht houdt op het hoger onderwijs in de staat.
Eind 2008 werd Sisolak verkozen als bestuurslid van Clark County, een gebied waar ook de stad Las Vegas toe behoort en waar bijna driekwart van de bevolking van Nevada woonachtig is. Hij trad aan in januari 2009 en werd in 2012 en 2016 herkozen. In totaal bekleedde hij de functie tien jaar, waarvan de laatste zes jaar als bestuursvoorzitter.
Sisolak is sinds december 2018 getrouwd met zijn vrouw Kathy Ong. Hij heeft twee volwassen dochters uit een eerder huwelijk.

### Gouverneur
In 2017 stelde Sisolak zich namens de Democratische Partij verkiesbaar voor het gouverneurschap van Nevada, een stap die hij bij de verkiezingen in 2014 ook al overwogen had. Hiermee werd hij een van de kandidaten om Brian Sandoval op te volgen, die zich na twee termijnen als gouverneur niet nogmaals verkiesbaar mocht stellen. Tijdens zijn campagne, die voor een belangrijk deel gefinancierd werd door MGM Resorts International, kreeg Sisolak onder meer de steun van partijkopstukken als Barack Obama, Harry Reid en Eric Holder.
Sisolak wist de Democratische voorverkiezing eenvoudig te winnen en moest het bij de algemene verkiezingen van 2018 vervolgens opnemen tegen de Republikeinse kandidaat Adam Laxalt. Met een voorsprong van 4% van de stemmen werd Sisolak verkozen tot gouverneur, waarmee Nevada na twintig jaar weer een Democraat aan het roer kreeg. Hij werd op 7 januari 2019 ingezworen bij het Capitool van Nevada in de hoofdstad Carson City. Gedurende zijn gouverneurschap was hij onder meer verantwoordelijk voor de bestrijding van de coronapandemie in zijn staat.
Bij de gouverneursverkiezingen van 2022 stelde Sisolak zich verkiesbaar voor een tweede ambtstermijn. Hij werd echter nipt verslagen door zijn Republikeinse tegenstander Joe Lombardo, die hem op 2 januari 2023 opvolgde. Van de 26 zittende Amerikaanse gouverneurs die aan deze verkiezingen deelnamen, was Sisolak de enige die niet herkozen werd.
- Gemeinsame Normdatei: 1190683504
- Library of Congress Control Number: no2021058254
- Virtual International Authority File: 4740156374134607710001
- WorldCat: E39PBJcWt9F38CVDy9CVdW4rMP